# Список подсудимых Токийского процесса

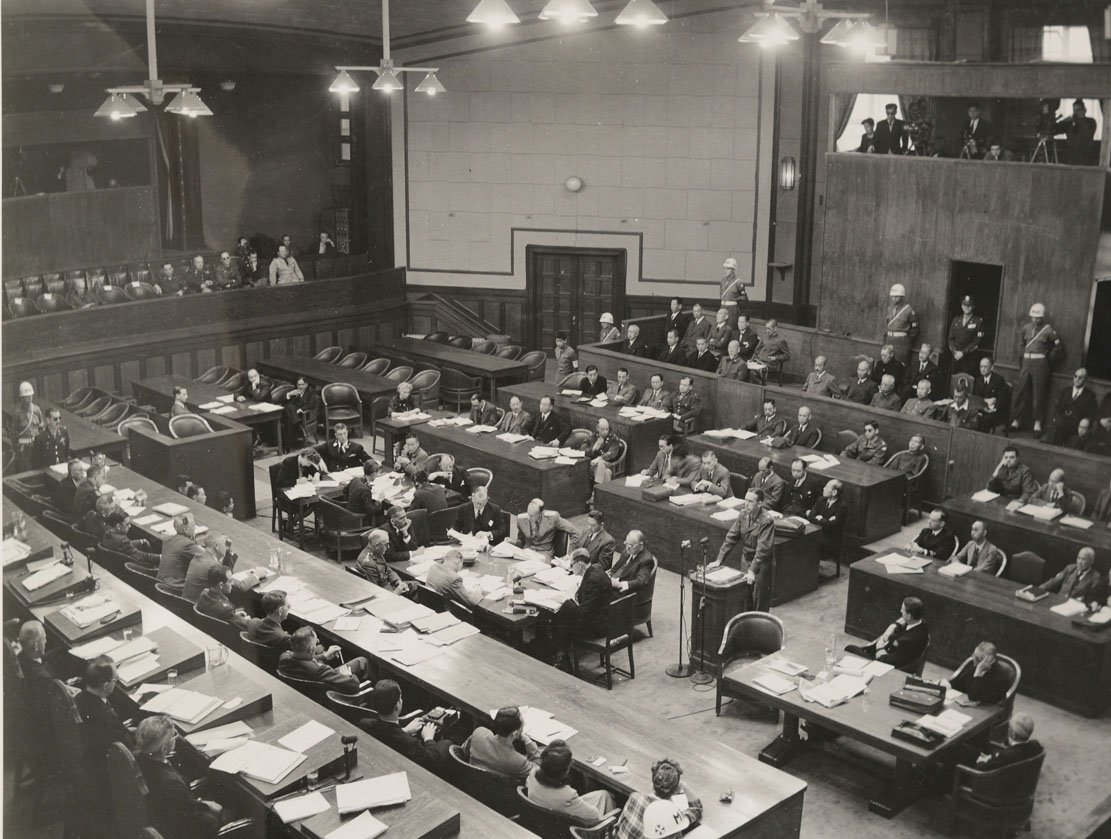
Зал заседаний Токийского трибунала

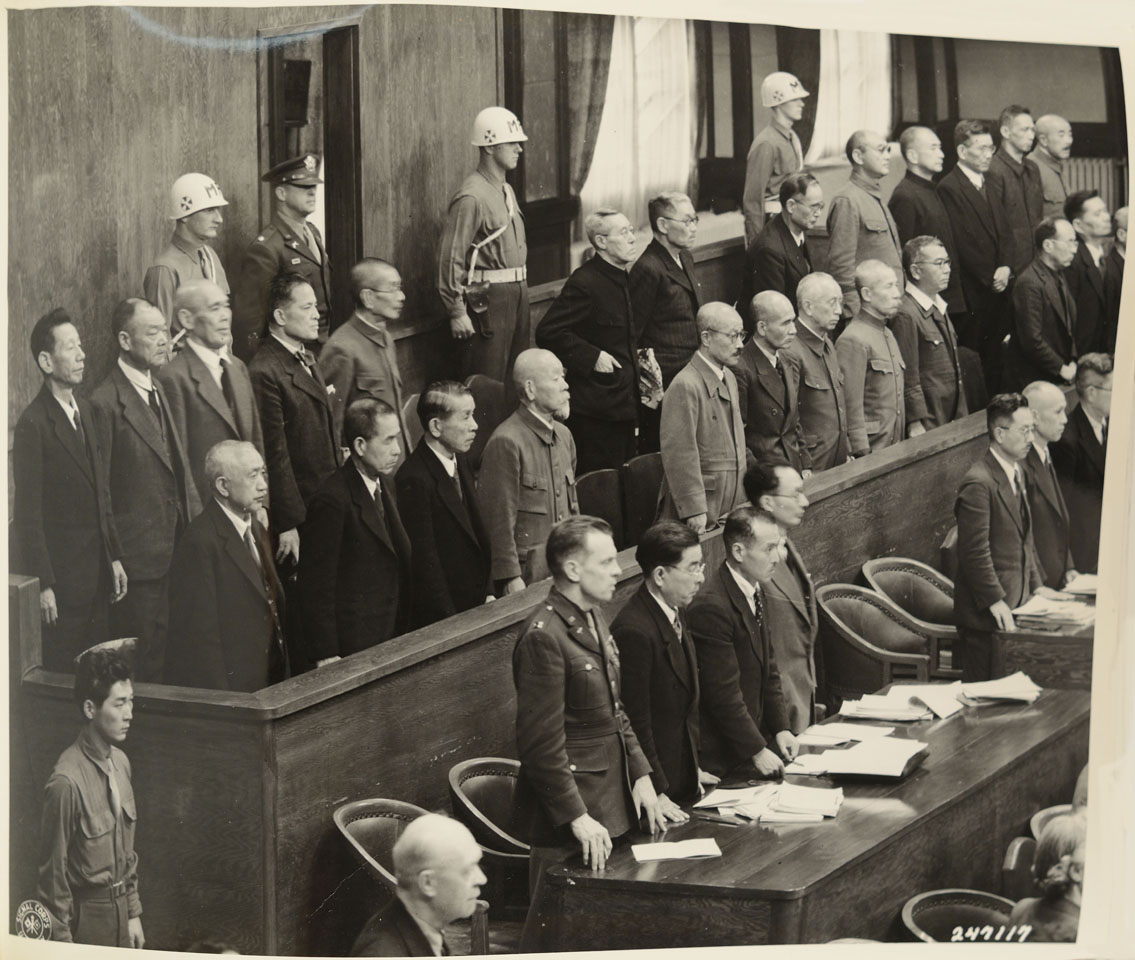
Обвиняемые Токийского трибунала

Список подсудимых Токийского процесса — список лиц, которые были признаны виновными Международным военным трибуналом для Дальнего Востока в совершении преступлений против мира, против человечности и в массовых убийствах. Также указаны лица, в отношении которых было прекращено судебное следствие.

## Предыстория

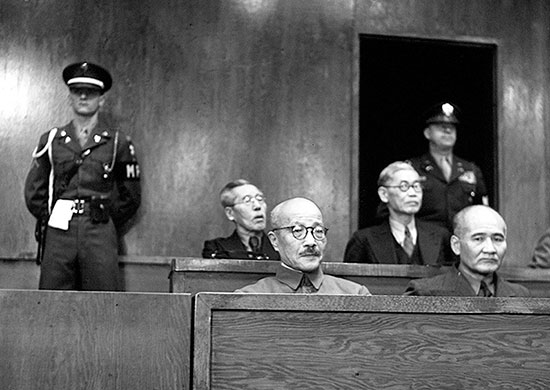
Обвиняемые на Международном военном трибунале для Дальнего Востока: (передний ряд, слева направо) премьер-министр Японии Тодзио Хидэки, адмирал Ока Такадзуми, (задний ряд, слева направо) председатель Тайного совета Японии Хиранума Киитиро, министр иностранных дел Того Сигэнори

Создание трибунала для японских военных преступников было предусмотрено ещё в Каирской и Потсдамской декларациях, но после оккупации Японии у союзников не было единого мнения кого именно и за какие конкретно преступления надо судить. Несмотря на это, согласно приказу Главнокомандующего союзными оккупационными войсками генерала Дугласа Макартура были проведены аресты подозреваемых в совершении военных преступлений. Всего было задержано 29 человек — в основном члены кабинета министров генерала Хидэки Тодзио.
Дуглас Макартур издал специальную прокламацию, где приказал сформировать Международный военный трибунал для Дальнего Востока. В этот же день он принял Устав трибунала, где было указано как трибунал будет сформирован, какие преступления рассматривает и как он будет функционировать. Моделью этого документа выступал соответствующий документ Нюрнбергского трибунала.
25 апреля 1946 года, согласно статье 7 Устава, этот документ был официально опубликован.
В ходе процесса было проведено 818 открытых судебных заседаний и 131 заседание в судейской комнате; трибунал принял 4356 документальных доказательств и 1194 свидетельские показания (из которых 419 были заслушаны непосредственно трибуналом). Последнее заседание трибунала состоялось в 1948 году.

## Обвинение
Как и на Нюрнбергском процессе, все пункты обвинения были разделены на три категории: А, В и С.
Категория А (пункты 1—36) включала в себя обвинения в Преступлениях против мира, планировании и ведении агрессивной войны, нарушении международного законодательства и применялась только против высшего руководства Японии.
Категория В (пункты 37—52) включала обвинения в массовых убийствах.
Категория С (пункты 53—55) — обвинения в преступлениях против обычаев войны и преступления против человечности, применялись к японцам любого ранга.

## Лица, признанные виновными
| №  | Портрет | Имя                          | Резюме                                                                                   | Обвинение | Приговор |
| -- | ------- | ---------------------------- | ---------------------------------------------------------------------------------------- | --- | --- |
| 1  |         | Садао Араки 荒木 貞夫        | Генерал Императорской армии Японии министр армии, министр культуры.                      | Пункты 27 (планирование и ведение войны против Республики Китай), 29 (планирование и ведение войны против США), 31 (планирование и ведение войны против Британского Содружества), 32 (планирование и ведение войны против Королевства Нидерландов), 33 (планирование и ведение войны против Франции), 35 (планирование и ведение войны против СССР), 36 (планирование и ведение войны против СССР и МНР), пункты 54 (нарушение обычаев войны) и 55 (преступления против человечности) | Виновен в части обвинений. Пожизненное лишение свободы. Условно-досрочно освобожден в 1955 году. Был освобождён по состоянию здоровья из тюрьмы Сугамо и через 11 лет умер. |
| 2  |         | Кэндзи Доихара 土肥原 賢二   | Генерал Императорской армии Японии                                                       | Пункты 1 (подстрекательство японского милитаризма и империализма), 27, 29, 31, 32, 33, 35, 36, пункты 54 и 55 | Виновен в части обвинений. Смертная казнь. |
| 3  |         | Сэйсиро Итагаки 板垣 征四郎  | Генерал Императорской армии Японии, министр армии                                        | Пункты 1, 27, 29, 31, 32, 33, 35, 36, 54 и 55. | Виновен в части обвинений. Смертная казнь. |
| 4  |         | Окинори Кая 賀屋 興宣        | Министр финансов                                                                         | Пункты 1, 27, 29, 31, 32, 54 и 55. | Виновен в части обвинений. 20 лет заключения. Условно-досрочно освобожден в 1955 году. Впоследствии был назначен министром юстиции.                                         |
| 5  |         | Коити Кидо 木戸 幸一         | Министр культуры и науки министр внутренних дел, министр-хранитель печати                | Пункты 1, 26 (ведение агрессивной войны, нарушение международного законодательства в Боях на Халхин-Голе), 29, 31, 32, 33, 35, 36, 54 и 55. | Виновен в части обвинений. Пожизненное лишение свободы. Условно-досрочно освобожден в 1955 году. Остаток жизни прожил в посёлке Оисо префектуры Канагава.                   |
| 6  |         | Хэйтаро Кимура 木村 兵太郎   | Генерал Императорской армии Японии                                                       | Пункты 1, 27, 29, 31, 32, 54 и 55 | Виновен. Смертная казнь. |
| 7  |         | Куниаки Коисо 小磯 國昭      | Генерал Императорской армии Японии, Генерал-губернатор Кореи, Премьер-министр Японии     | Пункты 1, 27, 29, 31, 32, 36, 54 и 55 | Виновен в части обвинений. Пожизненное лишение свободы. Умер в заключении в 1950 году.                                                                                      |
| 8  |         | Иванэ Мацуи 松井 石根        | Генерал Императорской армии Японии                                                       | Пункты 1, 27, 29, 31, 32, 35, 36, 54 и 55. | Виновен согласно пункту 55. Смертная казнь. |
| 9  |         | Дзиро Минами 南 次郎         | Генерал Императорской армии Японии, Генерал-губернатор Кореи                             | Пункты 1, 27, 29, 31 32, 54 и 55. | Виновен в части обвинений. Пожизненное лишение свободы. Условно-досрочно освобожден в 1954 году. Год спустя он скончался.                                                   |
| 10 |         | Акира Муто 武藤 章           | Генерал Императорской армии Японии                                                       | Пункты 1, 27, 29, 31, 32, 33, 36, 54 и 55. | Виновен в части обвинений. Смертная казнь. |
| 11 |         | Такадзуми Ока 岡 敬純        | Вице-адмирал Императорского флота Японии                                                 | Пункты 1, 27, 29, 31, 32, 54 и 55 | Виновен в части обвинений. Пожизненное лишение свободы. Условно-досрочно освобожден в 1954 году. Умер в 1973 году.                                                          |
| 12 |         | Хироси Осима 大島 浩         | Генерал Императорской армии Японии, Посол Японии в Нацистской Германии                   | Пункты 1, 27, 29, 31, 32, 54 и 55. | Виновен в части обвинений. Пожизненное лишение свободы. Условно-досрочно освобожден в 1955 году. Умер в 1975 году.                                                          |
| 13 |         | Кэнрё Сато 佐藤 賢了         | Генерал Императорской армии Японии                                                       | Пункты 1, 27, 29, 31, 32, 54 и 55 | Виновен в части обвинений. Пожизненное лишение свободы. Условно-досрочно освобожден в 1956 году. Умер в 1975 году.                                                          |
| 14 |         | Мамору Сигэмицу 重光 葵      | Посол Японии в СССР, Министр иностранных дел                                             | Пункты 1, 27, 29, 31, 32, 33, 35, 54, и 55. | Виновен в части обвинений. 7 лет заключения. Условно-досрочно освобожден в 1950 году. Уже в 1952 году Сигэмицу стал председателем Прогрессивной партии.                     |
| 15 |         | Сигэтаро Симада 嶋田 繁太郎  | Адмирал Императорского флота Японии, Министр флота                                       | Пункты 1, 27, 29, 31, 32, 54 и 55. | Виновен в части обвинений. Пожизненное лишение свободы. Условно-досрочно освобожден в 1955 году. Умер в 1976 году.                                                          |
| 16 |         | Тосио Сиратори 白鳥 敏夫     | Посол Японии в Италии                                                                    | Пункты 1, 27, 29, 31 и 32. | Виновен в части обвинений. Пожизненное лишение свободы. Умер в заключении в 1949 году.                                                                                      |
| 17 |         | Тэйити Судзуки 鈴木 貞一     | Генерал Императорской армии Японии                                                       | Пункты 1, 27, 29, 31, 32, 35, 36, 54 и 55 | Виновен в части обвинений. Пожизненное лишение свободы. Условно-досрочно освобожден в 1955 году. Умер в 1989 году.                                                          |
| 18 |         | Сигэнори Того 東郷 茂徳      | Министр иностранных дел                                                                  | Пункты 1, 27, 29, 31, 32, 36, 54 и 55. | Виновен в части обвинений. 20 лет заключения. Умер в заключении в 1950 году.                                                                                                |
| 19 |         | Хидэки Тодзио 東条 英機      | Генерал, Военный министр                                                                 | Пункты 1, 27, 29, 31, 32, 33, 36, 54 и 55. | Виновен в части обвинений. Смертная казнь. |
| 20 |         | Ёсидзиро, Умэдзу 梅津 美治郎 | Генерал Императорской армии Японии                                                       | Пункты 1, 27, 29, 31, 32, 36, 54 и 55. | Виновен в части обвинений. Пожизненное лишение свободы. Умер в заключении в 1949 году.                                                                                      |
| 21 |         | Кингоро Хасимото 橋本 欣五郎 | Депутат Палаты представителей Японии, вице-президент парламента Японии                   | Пункты 1, 27, 29, 31, 32, 54 и 55. | Виновен. Пожизненное лишение свободы. Условно-досрочно освобожден в 1954 году. Умер в 1957 году.                                                                            |
| 22 |         | Сюнроку Хата 畑 俊六         | Маршал Императорской армии Японии министр армии                                          | Пункты 1, 27, 29, 31, 32, 35, 36, 54 и 55. | Виновен в части обвинений. Пожизненное лишение свободы. Условно-досрочно освобожден в 1954 году. Умер в 1962 году.                                                          |
| 23 |         | Киитиро Хиранума 平沼 騏一郎 | Министр правосудия, Премьер-министр Японии, министр внутренних дел, Глава Тайного Совета | Пункты 1, 27, 29, 31, 32, 33, 35, 36, 54 и 55 | Виновен в части обвинений. Пожизненное лишение свободы. Условно-досрочно освобожден в 1955 году. В этом же году скончался.                                                  |
| 24 |         | Коки Хирота 廣田 弘毅        | Министр иностранных дел, Премьер-министр Японии                                          | Пункты 1, 27, 29, 31, 32, 33, 35, 54 и 55 | Виновен в части обвинений. Смертная казнь. |
| 25 |         | Наоки Хосино 星野 直樹       | Вице-премьер-министр                                                                     | Пункты 1, 27, 29, 31, 32, 33, 35, 54 и 55. | Виновен в части обвинений. Пожизненное лишение свободы. Условно-досрочно освобожден в 1955 году. Впоследствии занимал должность президента корпорации Tokyu.                |

## Лица, в отношении которых было прекращено судебное следствие
| № | Портрет | Имя                      | Резюме | Обвинения                                          | Причина прекращения судебного следствия                     |
| - | ------- | ------------------------ | --- | -------------------------------------------------- | ----------------------------------------------------------- |
| 1 |         | Сюмэй Окава 大川 周明    | Философ, публицист, идеолог японского милитаризма                                                                               | Пункт 1                                            | Был признан невменяемым в связи с психическим заболеванием. |
| 2 |         | Ёсукэ Мацуока 松岡 洋右  | Министр иностранных дел | Пункты 1, 27, 29, 31, 32                           | Умер во время судебного следствия.                          |
| 3 |         | Осами Нагано 永野 修身   | Адмирал Императорского флота Японии, министр флота, председатель японской делегации на Лондонской морской конференции 1935 года | Пункты 27, 29, 31, 32, 33, 35 и 36, пункты 54 и 55 | Умер во время судебного следствия                           |
| 4 |         | Фумимаро Коноэ 近衞 文麿 | Премьер-министр Японии | -                                                  | Покончил с собой накануне ареста, приняв яд.                |